# Алојз Мок
Алојз Мок (Ојратсфелд, 10. јун 1934 — Беч, 1. јун 2017) био је аустријски политичар и члан хришћанско-конзервативне аустријске народне странке (ÖVP). Био је заменик канцелара Аустрије од 1987. до 1989. године, као министар спољашњих послова Аустрије је помогао Аустрији да се придружи Европској унији, а имао је улогу у распаду СФРЈ, због подржавања сецесионистичких покрета у Словенији и Хрватској.

## Биографија
Рођен је у Еурацфелду (Euratsfeld) у јужном делу Аустрије. Завршио је Правни факултет у Бечу, а након тога и међународно право у Болоњи и Бриселу. У Бечу, постао је члан Римокатоличког студентског удружења "K.A.V. Norica Wien".
Од 1961. до 1966. године, Алојз Мок је био саветник канцелара Јозефа Клауса за "OECD" у Паризу. 1966. године, Алојз је постао секретар кабинета Клауса и од 1969. до 1970. године је био најмлађи министар за образовање у аустријској историји.
После парламентарних избора у Аустрији 1971. године, када је Социјал-демократска партија Аустрије (SPÖ) освојила већину, Алојз је постао члан парламента и градоначелник Еурацфелда. Од 1971. до 1978. године, Алојз је био вођа ÖAAB, најважније групације ÖVP. Од 1978. до 1987. године, био је вођа парламентарне партије и од 1979. године званичник федералне партије.
Године 1979, Мок је постао председник Европске Демократске Уније. Након избора 1986. године, од 1987. до 1989. године, Алојз је био аустријски вице-канцелар владе Франца Враницкија (Franz Vranitzky). Био је на позицији министра спољашњих послова од 1987. до 1995. године и помогао је Аустрији да уђе у Европску унију. Постао је један од најпопуларнијих политичара у Аустрији.
Јула 1989. године, пресекао је жицу "Гвоздене Завесе" између Аустрије и тада комунистичке Мађарске, заједно са својим мађарским колегом Ђулом Хорном.
Заједно са Ханс-Дитрих Геншером из Немачке, одлучио је да призна илегалну сецесију Словеније и Хрватске из Југославије, што је један од главних узрока ратова у Југославији.
Године 1999. је отишао у пензију због Паркинсонове болести.